# Krókarfell
Krókarfell är ett berg i republiken Island. Det ligger i regionen Norðurland vestra, 170 km nordost om huvudstaden Reykjavík. Toppen på Krókarfell är 971 meter över havet, eller 76 meter över den omgivande terrängen. Bredden vid basen är 1,5 km.
Trakten runt Krókarfell är nära nog obefolkad, med mindre än två invånare per kvadratkilometer. Det finns inga samhällen i närheten. Trakten runt Krókarfell är permanent täckt av is och snö.